# 三觜要介
三觜 要介（みつはし ようすけ、1989年5月19日 - ）は、日本の元俳優、子役。
神奈川県出身。劇団東俳に所属していた。

## 出演

### テレビドラマ
- 春よ、来い（1994年 - 1995年、NHK）
- ステイション（1995年、NTV） - 勇太
- セカンド・チャンス（1995年、TBS）
- SALE!（1995年、テレビ朝日）
- 愛していると言ってくれ（1995年、TBS） - 島田学
- ぽっかぽか2（1995年、TBS）
- 妊娠ですよ2（1995年、CX） - 田口勉
- ザ・シェフ 第7話（1995年） - 神崎三郎
- 元気をあげる〜救命救急医物語（1996年、NHK） - 酒井洋介
- 夢暦長崎奉行（1996年、NHK） - 遠山金四郎（少年時代）
- Age,35 恋しくて （1996年、CX） - 島田悟
- 小児病棟・命の季節 第5話（1996年、テレビ朝日） - 並木和希
- 外科医柊又三郎 第2シリーズ 第4話（1996年、テレビ朝日） - 立花隼人
- 世にも奇妙な物語 秋の特別編 (1996年)『公園デビュー』（1996年、CX） - 赤井信博
- 毛利元就 第13話（1997年、NHK） - 千法師（幼少期の吉川興経）
- こんな恋のはなし（1997年、CX） - 下平晋平
- 心療内科医・涼子 第4話（1997年、NTV） - 東太一
- きらきらひかる 第3話（1998年） - 塚原進
- 女浮気調査員 暮林陽子（1998年、CX） - 宮本智
- ショムニ 第6話（1998年、CX） - 沢田光
- ビーロボカブタック（1997年、テレビ朝日） - 三鷹光夫
  - 第3話「料理はまごころカブ」
  - 第13話「問答無用怒りの鉄拳」
  - 第15話「なぞなぞミイラの謎」
  - 第18話「迷惑博士の大予言」
- せつない〜TOKYO HEART BREAK〜 第13話（1998年、テレビ朝日） - 三村涼太
- 検視官江夏冬子3 京都奥嵯峨殺人絵巻（1998年、TBS） - 嵯峨純一
- お母さんが3人!?〜代理母・10年目の真実〜（1998年、東海テレビ放送） - 中村健太
- 天国まで響けボクのシンバル! 病院内学級物語（1998年、TBS） - 上杉晃
- 救命病棟24時 第2話（1999年、CX） - 坂出将太
- 鬼の棲家（1999年、CX） - 加藤高志
- プリズンホテル（1999年、テレビ朝日） - 須藤すぐる
- パーフェクトラブ! 第4話（1999年、CX）
- 危険な関係 第3話（1999年、CX）
- 砂の上の恋人たち 第5話（1999年、CX） - トオル
- TEAM 第9話（1999年、CX） - 原田大輔
- 蒼天の夢 松陰と晋作・新世紀への挑戦（2000年、NHK） - 坂道輔
- 月下の棋士（2000年、テレビ朝日） - 氷室将介（少年時代）
- ブラック・ジャック（2000年、TBS） - 佐山努
- 永遠の仔（2000年、NTV） - 久坂聡志（少年時代）
- ショカツ 第6話（2000年、CX） - 乃木功一（少年時代）
- 事件8 姑を殺した女!（2000年、テレビ朝日） - 吉永裕介
- 愛をください（2000年、CX） - 民雄（少年時代）
- フードファイト（2000年、NTV） - 三觜要介
- サラリーマン刑事3（2000年、CX） - 武富学
- 編集王 第3話（2000年、CX）
- JJ ma-ma!（2000年 - 2001年、BSフジ） - 城ノ内翔太
- 北条時宗 第44話（2001年、NHK） - 足利高氏
- ロケット・ボーイ 最終話（2001年、CX） - 宇宙が好きな少年
- フードファイトスペシャル（2001年、NTV） - 三觜要介
- 仮面ライダーアギト 第28話「あの夏の日」（2001年、テレビ朝日） - 浅野一輝
- 新・お水の花道 第6話（2001年、CX） - 清野タカシ
- 早乙女タイフーン 第5話（2001年、テレビ朝日） - アラシ（少年時代）
- 少年たち2（2001年、NHK） - 加藤猛
- ナンバーワン（2001年、TBS） - 荒木功太
- ナースマン（2002年、NTV） - 東大輝
- 火災調査官・紅蓮次郎 第1作 - 第9作（2003年 - 2009年、テレビ朝日系） - 紅俊介[2]
- 茂七の事件簿3 ふしぎ草紙 第4話（2003年、NHK）
- Et Alors－エ・アロール－（2003年、TBS） - 来栖昇

### 映画
- ウルトラマンティガ&ウルトラマンダイナ 光の星の戦士たち（1998年） - ススム
- 激しい季節（1998年） - 工藤哲平
- 青空へシュート!（2001年） - 寺島悟

### CM
- ハウス食品 こくまろカレー、冷しゃぶドレッシング
- 花のれん
- 東日本旅客鉄道 JR東日本